# Sepiella cyanea
Sepiella cyanea är en bläckfiskart som beskrevs av Robson 1924. Sepiella cyanea ingår i släktet Sepiella och familjen Sepiidae. IUCN kategoriserar arten globalt som otillräckligt studerad. Inga underarter finns listade i Catalogue of Life.